# Roy Kellerman

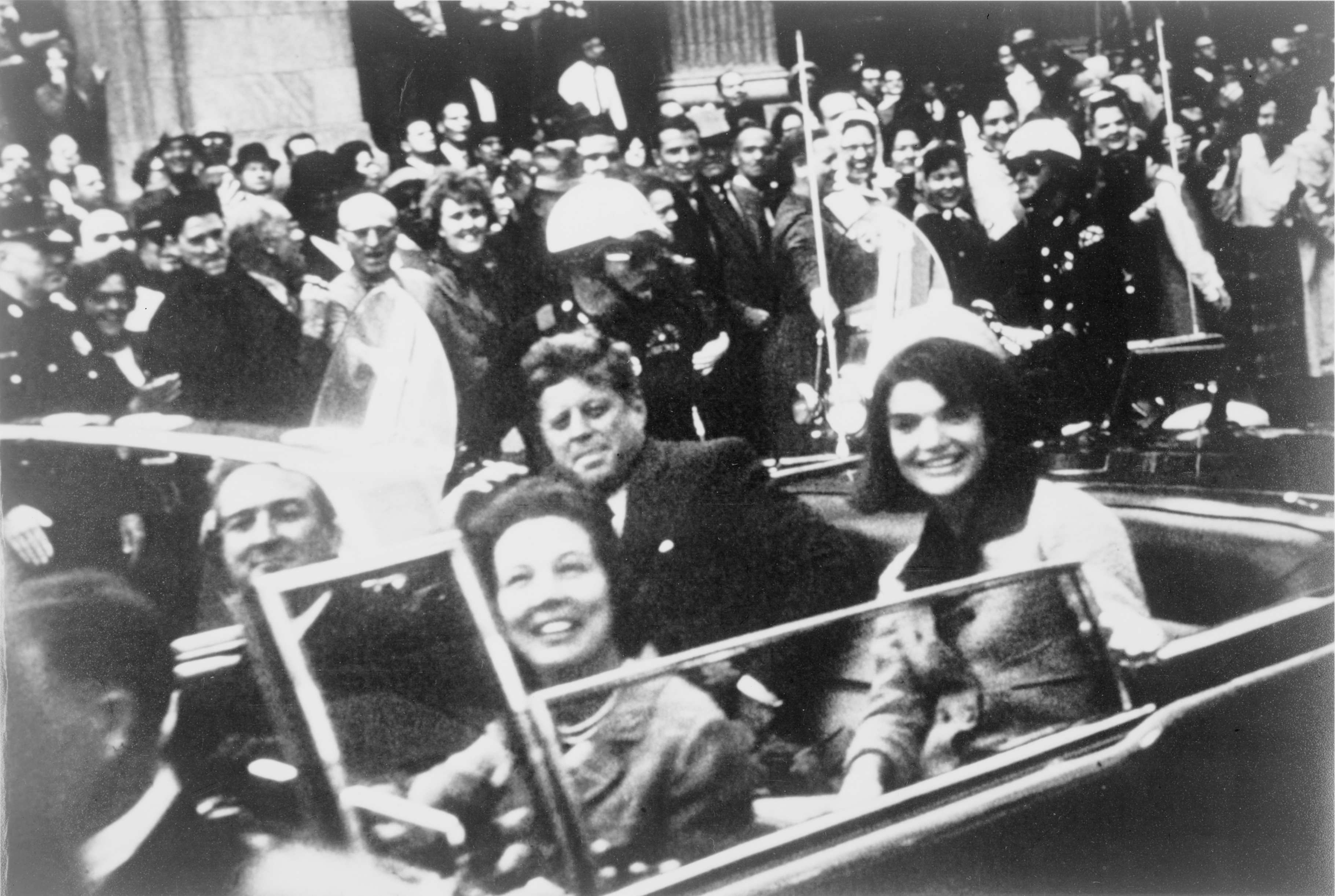
La limusina del Presidente Kennedy unos momentos antes del atentado. Kellerman está sentado junto al conductor.

Roy Herman Kellerman (14 de marzo de 1915 - 22 de marzo de 1984) fue un agente del servicio secreto asignado a la protección del presidente John F. Kennedy cuando fue asesinado el 22 de noviembre de 1963. A través de sus informes, sus declaraciones y las entrevistas concedidas tras el magnicidio, Kellerman evidenció haber desempeñado un importante papel de vigilancia constante durante los hechos ocurridos tras el atentado, registrando pistas esenciales para la resolución del caso y guiando al equipo médico durante la autopsia realizada en el Hospital Naval Bethesda.

## Su vida
Kellerman, nacido en el condado Macomb (Míchigan) terminó el instituto en 1933, y entre 1935 y 1937 trabajó esporádicamente para la división Dodge de la empresa Chrysler. En 1937 se une a la policía estatal de Míchigan, y en justo antes de la Navidad de 1941 se afilia al servicio secreto de Detroit, en ese mismo estado. Fue transferido temporalmente al servicio de la Casa Blanca en marzo de 1942, y con carácter definitivo al cabo de un mes. Recibió un ascenso tras el asesinato del presidente JFK; Finalmente obtuvo el retiro en 1968 como personal auxiliar administrativo. Murió el 22 de marzo de 1984 en St. Petersburg, Florida, por causas desconocidas.

## Kellerman el 22-11-1963

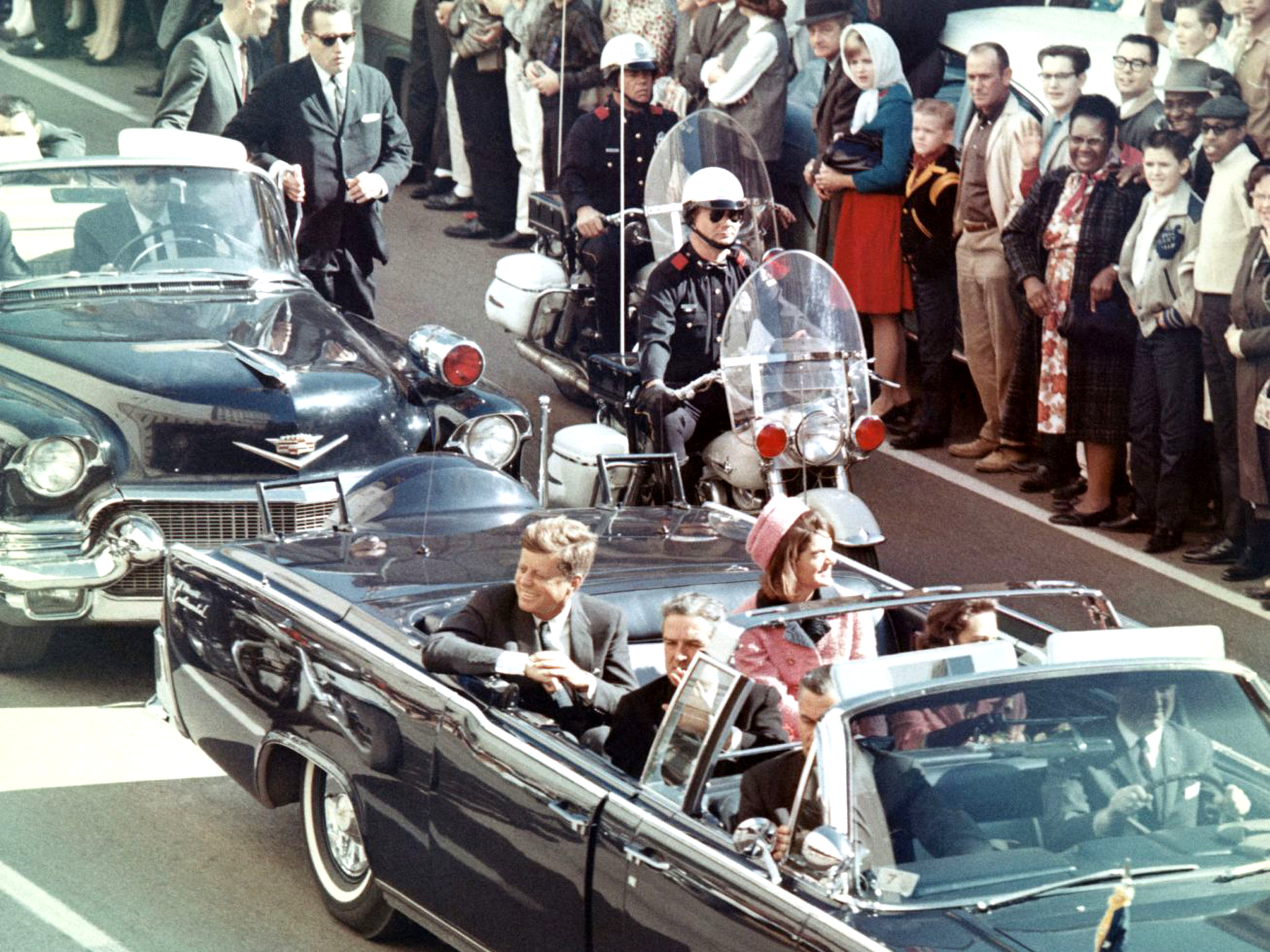
El presidente Kennedy en Dallas, Texas, minutos antes de su asesinato

### Intervención durante el atentado
Como ASAC (Agente especial asistente al mando) del USSS, líder del equipo #3, Kellerman iba sentado en el asiento de copiloto de la limusina de Kennedy el 22 de noviembre de 1963, conducida por el también agente del servicio secreto William Greer. Al igual que todos los agentes del USSS encomendados a la protección presidencial, Kellerman había sido entrenado para utilizar su propio cuerpo como "escudo humano" ante la posibilidad de un eventual atentado contra la vida del presidente.
Kellemran fue el agente que más cerca estuvo del presidente durante el ataque. En la película de Zapruder, que no tiene cortes, se observa cómo Kellerman se vuelve hacia JFK en el momento en el que este parece se convulsiona. Inmediatamente después, Kellerman vuelve la mirada hacia delante en una actitud más relajada, postura que mantiene mientras se producen otros disparos contra el presidente y la limusina acelera, abandonando la Plaza Dealey. Este movimiento de volver la cabeza hacia atrás no se inicia hasta el momento correspondiente a los fotogramas Z253-Z254 de la película de Zapruder, o la fotografía número 6 de Ike Altgens. 
Una versión recientemente estabilizada de la película de Zapruder muestra con más detalle las acciones de Kellerman durante el tiroteo, y se observa cómo eleva un transmisor de radio y echa un rápido vistazo a Greer. Estos movimientos se realizan después de que Kennedy hubiese recibido el primer disparo (que le atravesó la garganta), pero antes del disparo necesariamente mortal que impactó en su cabeza.
Kellerman testificó ante la Comisión Warren que "me volví hacia atrás para averiguar qué había pasado cuando detonaron los dos siguientes disparos y el Presidente se desplomó sobre el regazo de la señora Kennedy y el Gobernador Connally sobre el de su mujer". 
Kellerman también declaró ante la misma comisión:"Voy a decir considero que entre el "petardo" previo y las otras dos detonaciones que reconocí (se dieron) tres disparos. Pero, Sr. Specter, si el Presidente Kennedy recibió cuatro heridas, según todos los informes, y el Gobernador Connally tres, debieron realizarse más de tres disparos, caballeros".
Ese mismo día afirmó que, según alcanzaba a recordar, tras haber oído la primera señal audible del disparo -o su onda expansiva- el asesinato concluyó con un "chaparrón de proyectiles" cayendo sobre la limusina, que le recordaron el estampido de un avión al romper la barrera del sonido.

### Gestión de las pistas
El informe entregado por Kellerman al servicio secreto, y algunas declaraciones posteriores, indican que él estuvo junto al presidente ininterrumpidamente desde la salida de la comitiva desde el Love Field de Dallas, durante la autopsia y las disposiciones funerarias, y hasta el momento en que los restos del presidente fueron devueltos a la Casa Blanca. En las fotografías y películas registradas en el momento en que el féretro era introducido en el Air Force One en Love Field, y en las que se tomaron a su llegada a la base de la fuerza aérea Andrews, Kellerman aparece dirigiendo los desplazamientos del féretro presidencial. 
Kellerman mantuvo la compostura en los momentos inmediatamente posteriores a la muerte del presidente a quien se le había encargado proteger, y supo desenvolverse en la vorágine de las horas siguientes. Retiró por la fuerza y de un modo ilegal el cuerpo de JFK a punta de pistola, y afirmó haber tenido cierto papel durante la autopsia realizada en Bethesda (conduciendo a los doctores a conclusiones sobre la posición de las balas). Kellerman se encargó personalmente de custodiar los negativos fotográficos y las radiografías y las llevó consigo en la ambulancia que desplazó el féretro de Kennedy a la Casa Blanca. Cuando la HSCA -la segunda comisión constituida para investigar las circunstancias del asesinato- cuestionó su celo, contestó que "la razón es que él era nuestro hombre, y todo aquello pertenecía a la Casa Blanca". 
Con Kellerman al control de los hechos -y con el respaldo de Greer- el USSS mantuvo la custodia de todas las pistas importantes del crimen, como el cuerpo del delito, la ropa, la limusina, los vendajes usados para la autopsia, y las imágenes (fotografías y radiografías) realizadas durante la misma. Todo ello fue devuelto a un recién investido Lyndon B. Johnson en la Casa Blanca antes del amanecer del 23 de noviembre de 1963, menos de quince horas después del primer disparo.

## Sospechas de conspiración
La sra. June Kellerman -viuda de Kellerman- declaró el 2 de marzo de 1992 al investigador Vince Palamara que su marido creía que existió algún tipo de conspiración para eliminar a JFK. [cita requerida] Algunos investigadores sostienen que, con base a su supuesta actitud pasiva en los instantes críticos y su férreo control sobre evidencias prima facie en las horas siguientes, él mismo bien pudiera haber estado involucrado en dicha conspiración.